# Miss Pettigrew Lives for a Day
Miss Pettigrew Lives for a Day (udgivet i Danmark under titlen Miss Pettigrews Fantastiske Forvandling) er en britisk-amerikansk romantisk komediefilm fra 2008 instrueret af Bharat Nalluri og er baseret på romanen af samme navn af Winifred Watson. Frances McDormand spiller titelrollen som Miss Pettigrew, desuden medvirker Amy Adams, Ciarán Hinds, Lee Pace, Mark Strong og Tom Payne.

## Medvirkende
- Frances McDormand ..... Guinevere Pettigrew
- Amy Adams ..... Delysia Lafosse
- Tom Payne ..... Phil Goldman
- Mark Strong ..... Nick Calderelli
- Lee Pace ..... Michael Pardew
- Shirley Henderson ..... Edythe Dubarry
- Ciarán Hinds ..... Joe Blomfield
- Christina Cole ..... Charlotte Warren
- Stephanie Cole ..... Miss Holt

## Ekstern henvisning
- Miss Pettigrew Lives for a Day på Internet Movie Database (engelsk)
- Miss Pettigrew Lives for a Day på Filmdatabasen
- Miss Pettigrew Lives for a Day på Scope
- Miss Pettigrew Lives for a Day i Svensk Filmdatabas (svensk)
- Miss Pettigrew Lives for a Day på AlloCiné (fransk)
- Miss Pettigrew Lives for a Day på MovieMeter (nederlandsk)
- Miss Pettigrew Lives for a Day på AllMovie (engelsk)
- Miss Pettigrew Lives for a Day hos American Film Institute (engelsk)
- Miss Pettigrew Lives for a Day på Turner Classic Movies (engelsk)
- Miss Pettigrew Lives for a Day på The Movie Database (engelsk)